# Stobnica (województwo łódzkie)
Stobnica – wieś w Polsce, położona w województwie łódzkim, w powiecie piotrkowskim, w gminie Ręczno.
Wieś duchowna, własność klasztoru norbertanów w Witowie położona była w końcu XVI wieku w powiecie piotrkowskim województwa sieradzkiego.
| SIMC    | Nazwa         | Rodzaj    |
| ------- | ------------- | --------- |
| 0549944 | Dolna Wieś    | część wsi |
| 0549950 | Jaroszewizna  | część wsi |
| 0549967 | Kamienna Góra | część wsi |
| 0549973 | Olszyna       | część wsi |
| 1040102 | Piła          | część wsi |
| 0549980 | Trzy Morgi    | część wsi |

W latach 1975–1998 miejscowość położona była w województwie piotrkowskim.
Przez miejscowość przebiega droga wojewódzka nr 742, przy której znajduje się zrekonstruowana kapliczka świętego Walentego. Jej pierwowzór pochodził z II połowy XIX wieku, kiedy to ufundował go gospodarz z pobliskiego gospodarstwa o imieniu Walenty. Święty Walenty jest patronem zakochanych, epileptyków, chorych na dżumę i podagrę.